# Unidade de transporte intermodal
A Unidade de transporte intermodal (UTI) é uma estrutura amovível que permite o carregamento e transporte de mercadorias, tendo que ser carregada em diversos tipos de veículos, como camião, vagão, etc.
As principais UTIs são:
- contentor
- caixa móvel
- semirreboque
- palete de avião